# Otitesella gnaphalocarpae
Otitesella gnaphalocarpae är en stekelart som beskrevs av Jean Risbec 1951. Otitesella gnaphalocarpae ingår i släktet Otitesella och familjen fikonsteklar.
Artens utbredningsområde är Senegal. Inga underarter finns listade i Catalogue of Life.